# Zelotes kerimi
Zelotes kerimi är en spindelart som först beskrevs av Pietro Pavesi 1880.  Zelotes kerimi ingår i släktet Zelotes och familjen plattbuksspindlar.
Artens utbredningsområde är Tunisien. Inga underarter finns listade i Catalogue of Life.